# Костянець парасольковий
Костянець парасольковий, костянець зонтичний  (Holosteum umbellatum) — вид рослин з родини гвоздичних (Caryophyllaceae); зростає у Північній Африці, Європі, Азії. Етимологія: лат. umbella — «зонтик, парасолька», atus — суфікс дієприкметника.

## Опис
Однорічна рослина 8–25 см заввишки. Рослини голі або вгорі залозисто запушені. Приквітки й нижні частини квітконіжок завжди голі. Пелюстки по довжині рівні чашолисткам або трохи довше. Тичинок 3–5. Стебла прямостоячі, прості або гіллясті. Прикореневі листки звужені в черешки, обернено-ланцетні; стеблові сидячі, еліптичні, 1–3 см × 3–6 мм, знизу запушені, поля війчасті, вершини гострі. Суцвіття — зонтик. Чашолистки довгасті, 3–4 мм. Пелюстки білі або блідо-рожеві. Коробочка циліндрична, дещо звужена вгорі, приблизно вдвічі довша від чашолистків. Насіння червонувато-коричневе, 0.5–1 мм. 2n = 20.

## Поширення
Поширений у Північній Африці (Алжир, Марокко, Туніс), більшій частині Європи, в західній і середній Азії й на схід до Сіньцзяну та Західних Гімалаїв; регіонально вимерлий у Великій Британії; інтродукований до США, Аргентини, ПАР.
В Україні вид зростає на степах, сухих схилах — майже на всій території, спорадично.